# تپه سیاه‌بید سفلای ۳
تپه سیاه بید سفلای ۳ مربوط به دوران پارینه‌سنگی جدید است و در شهرستان کرمانشاه، بخش مرکزی، دهستان دورود فرامان، ۸۰۰ متری جنوب شرق روستای سیاه بید سفلا واقع شده و این اثر در تاریخ ۱۸ اسفند ۱۳۸۷ با شمارهٔ ثبت ۲۴۹۲۳ به‌عنوان یکی از آثار ملی ایران به ثبت رسیده است.